# Arlington Heights (Ohio)
Arlington Heights è un villaggio degli Stati Uniti d'America, situato nello stato dell'Ohio, nella contea di Hamilton.